# پادشاهی تسالونیک
پادشاهی تسالونیک دولتی موقت بود که به صورت یک پایگاه نیروهای صلیبی پس از جنگ صلیبی چهارم در سرزمین‌های متصرفهٔ بیزانس در مقدونیه و تسالی تشکیل‌شد.